# Артур Макманус
Артур Макманус (англ. Arthur MacManus; 1889 — 27 лютого 1927) — британський діяч робітничого руху. Один із засновників Комуністичної партії Великої Британії.

## Біографія
За професією робітник-металіст. Один з ініціаторів руху фабричних старост у Шотландії й перший голова ради фабричних старост (1917). З травня 1917 — голова об'єднаного комітету фабричних старост машинобудівних підприємств, а з вересня 1918 року — голова Національної адміністративної ради фабричних старост. В роки Першої світової війни займав інтернаціоналістичні позиції.
У серпні 1920 року став одним із засновників Комуністичної партії Великої Британії, до 1923 року очолював її.
Учасник III конгресу Комуністичного інтернаціоналу в 1921 році, на якому був обраний членом Виконавчого комітету Комінтерну.
Помер 27 лютого 1927 року. Урна з прахом встановлена у Кремлівській стіні на Червоній площі в Москві.